# 太田雅友
太田雅友，日本男性作曲家、編曲家、作詞家、音樂製作人。株式會社First Call Nusic的代表。出身於愛知縣名古屋市。主要提供田村由香里主唱的許多歌曲和音樂製作。
2013年與林勇組成音樂組合SCREEN mode。同年10月首播的電視動畫《銀狐》負責片尾曲「月光STORY」的作曲、編曲成為他在唱片公司Lantis的出道作品。

## 音樂

### 電視動畫
- 我女友與青梅竹馬的慘烈修羅場（2013年）[3]
- 美少年偵探團（2021年）

## 樂曲提供
- 田村由香里
  - 戀歌姬（日语：Lovely Magic）（作詞、作曲、編曲）
  - （作詞、作曲、編曲）
  - Sugar Time Trip（日语：夢見月のアリス）（作曲、編曲）
  - Snow Bird（日语：蒼空に揺れる蜜月の小舟。）（作詞、作曲、編曲）
  - 戀歌姬 ～蜜月夜Ver.～（日语：蒼空に揺れる蜜月の小舟。）（作詞、作曲、編曲）
  - Honey Moon（日语：蒼空に揺れる蜜月の小舟。）（作詞、作曲、編曲）
  - Little Wish ～lyrical step～（作曲、編曲）
  - 永遠（作詞、作曲、編曲）
  - Ever-Never-Land（日语：琥珀の詩、ひとひら）（作曲、編曲）
  - Little Wish ～first step～（日语：琥珀の詩、ひとひら）（作曲、編曲）
  - candy smile（作曲、編曲）
  - Spiritual Garden（作曲、編曲）
  - Amazing Kiss（日语：銀の旋律、記憶の水音。）（作曲、編曲）
  - Cursed Lily（日语：銀の旋律、記憶の水音。）（作曲、編曲）
  - fancy baby doll（日语：銀の旋律、記憶の水音。）（作曲、編曲）
  - （作曲、編曲）
  - 童話迷宮（作曲、編曲，2008年被香港3人女子組合Hotcha翻唱成粵語歌曲《童話之夢》，用作動畫《俏皮劍俠小紅帽》粵語片頭曲）
  - 禮物（作曲、編曲）
  - 星空的Spica（作曲、編曲）
  - Beautiful Amulet（作曲、編曲）
  - （作曲、編曲）
  - Overture ～Secret new moon～（作曲、編曲）
  - Swing Heart（作曲、編曲）
  - Interlude ～moonlight flower～（作曲、編曲）
  - （作曲、編曲）
  - （作曲、編曲）
  - Finale ～Sweet full moon～（作曲、編曲）
  - mon chéri（作曲、編曲）※名義。
  - （作曲）※名義。
  - Bmbino Bambina（日语：バンビーノ・バンビーナ）（作曲、編曲）
  - 100 CARAT HEART（日语：バンビーノ・バンビーナ）（作曲、編曲）
  - Tomorrow（編曲）
  - 戀愛時光機（作曲、編曲）
  - （作曲、編曲）
  - （作曲、編曲）
  - Tomorrow（Crown edit）（日语：木漏れ日の花冠）（編曲）
  - （作曲、編曲）
  - Cherry Kiss（日语：木漏れ日の花冠）（作曲、編曲）
  - （作曲、編曲）
  - （作曲、編曲）
  - （作曲、編曲）※名義。
  - （作曲、編曲）
  - Super Special Smiling Shy girl（作曲、編曲）
  - My wish My love（作曲、編曲）
  - Tiny Rainbow（作曲、編曲）
  - （作曲、編曲）
  - （作曲、編曲）
  - （作曲、編曲）
  - （作曲、編曲）
  - Heavenly Stars（日语：シトロンの雨）（作曲、編曲）
  - Gratitude（日语：シトロンの雨）（作曲、編曲）
  - Love Sick（日语：シトロンの雨）（作曲、編曲）
  - 神聖爐（日语：シトロンの雨）（作曲、編曲）
  - （作曲、編曲）
  - （作曲、編曲）
  - Goody & Happy（日语：シトロンの雨）（作曲、編曲）
  - LOVE ME NOW！（日语：シトロンの雨）（作曲、編曲）
  - Platinum Lover's（日语：プラチナLover's Day）（作曲、編曲）
  - （作曲、編曲）
  - floral blue（日语：プラチナLover's Day）（作曲、編曲）
  - ～音頭 ～Festival of Kingdom～（作曲、編曲）※名義。
  - 流星（作詞、編曲）
  - Endless Story（日语：Endless Story）（作曲、編曲）
  - Endless Story (田村由香里單曲)（作曲、編曲）
  - （作曲、編曲）
  - （作曲、編曲）
  - （作曲）
  - （作曲、編曲）
  - （作曲、編曲）
  - （作曲、編曲／與EFFY共同）
  - Sympathy of Love（日语：春待ちソレイユ）（作曲、編曲）
  - （作曲、編曲）
  - （作曲、編曲）
  - （作詞、作曲、編曲／與EFFY共同）
  - （作曲、編曲）
  - （作曲、編曲／與EFFY共同）
  - （作曲、編曲）
  - （作曲、編曲／與EFFY共同）
  - （作曲、編曲）
  - W:Wonder tale（日语：-{W;Wonder tale}-）（作曲、編曲）
  - Fantastic future（日语：Fantastic future）（作曲、編曲）

- 芹澤優
  - Voice for YOU！（作曲、編曲）
  - Kiss！Kiss！Kiss！（作曲）
  - （作曲）
  - WAGA-MA-MA-MAGIC（作曲、編曲）
  - Imaginary（作曲）
  - 片思Expansion（作曲、編曲）
  - PRINCESS POLICY（作曲、編曲）
  - 願Weekend（作曲）
  - ？！☆（作曲）
  - 今夜月（作曲）
  - No Regulation（作曲、編曲）
  - （作曲）

- 藤彌美里（日语：藤弥美里）
  - I'm in Love（作曲、編曲）
  - 最棒的禮物（作曲、編曲）

- Love,Fate,Love（日语：Love,Fate,Love）
  - 100% Smile Juice（作曲、編曲）
  - Dfollow you…（作曲、編曲）
  - DREAM COME TRUE ～夢的途中～（作曲、編曲）
  - 反覆無常的羅曼史（作曲、編曲）

- 弓原七海（日语：弓原七海）
  - Romantic Chaser（作曲、編曲）

- 新谷良子
  - 戀愛構造（作曲）
  - 戀愛構造 (青春電子龐克旋律)（日语：The Great bambi Pop Swindle）（作曲）

- 佐藤裕美
  - 時代的無雙花（作曲）
  - VIOLETA（作曲、編曲）

- 最終測驗（日语：最終試験くじら）
  - （作曲、編曲）
  - 飛不起來的鳥（作曲、編曲）

- UYAMUYA
  - UYA-MUYA HEAVEN（編曲）

- 神田朱未
  - 素顔でFly to you ～Bitter Ver.～（日语：Bitter Sweet Friday）（作曲）

- 後藤沙緒里
  - Lip-Trip（日语：Lip-Trip）（作曲、編曲）

- SoltyRei 角色&廣播主題CD ～Solty×Rose～（日语：SoltyRei キャラクター&ラジオテーマCD 〜ソルティ×ローズ〜）
  - Happy Hopper（作曲）

- clover（日语：クローバー (声優ユニット)）
  - （作曲、編曲）

- 下川美娜
  - 遠方的星星（日语：キミノウタ (下川みくにのアルバム)）（作曲、編曲）

- School Days VOCAL ALBUM（日语：デイズシリーズのディスコグラフィ#School Days VOCAL ALBUM）
  - Let me Love you（作曲）

- School Days Ending Theme+（日语：デイズシリーズのディスコグラフィ#School Days Ending Theme+）
  - Let me Love you -remix ver.-（作曲）

- - 宇宙☆（作曲）

- 稻村優奈、新谷良子（日语：GALAXY ANGEL II & I デュエットCD (1)「アプリコット・桜葉&ミルフィーユ・桜葉」）
  - （作曲、編曲）

- rino（日语：rino）
  - 七色（作曲、編曲）

- 初音島II Plus Situation Vocal Album
  - 1sec.（作曲、編曲）

- 水夏A.S+ Eternal Name
  - 未完成的物語（作曲、編曲）

- Kis-My-Ft.2
  - Good-bye，Thank you（作曲、編曲）

- Fm.θ
  - （作曲、編曲）

- 南里侑香
  - （作曲、編曲）

- 校園烏托邦 學美向前衝！原聲音樂 聖櫻學生會 流行樂團 II（堀江由衣、野中藍）（日语：がくえんゆーとぴあ まなびストレート!のアルバムの一覧）
  - （作曲、編曲）

- 白石涼子
  - 唇（編曲）

- 中川翔子
  - 逞強（日语：つよがり_(中川翔子の曲)）（編曲）

- 今井翼
  - Loving tonight（作詞、作曲、編曲）

- 千賀健永
  - Exit（作曲）

- 栗林美奈實、橋本美雪、飛蘭、美鄉秋、yozuca*
  - ☆（作曲、編曲）

- 門舞以、高本惠、井上直美（日语：井上直美）
  - GO！GO！！（作曲、編曲）

- 澤城美雪
  - Sweet Flavor（作曲、編曲）

- 矢作紗友里、豬口有佳
  - GA·BU·RI（作曲、編曲）

- Cluster'S（日语：Cluster'S）
  - 空行君（作曲、編曲）

- 小清水亞美
  - 涙色（作曲、編曲）
  - （作曲、編曲）

- 吉住梢、桑谷夏子
  - （作曲、編曲）

- 高橋智秋、三五美奈子
  - LOVERS（作曲、編曲）

- - Girlish Lover（作曲）

- 三森鈴子
  - （作曲、編曲）
  - （vocal direction）※作曲、編曲由EFFY擔任。
  - 夢見！信！未！（作曲）
  - ！（作曲）

- 相羽亞衣奈
  - 夢君（作曲、編曲）

## 獎項
- 2008兒歌金曲頒獎禮——「十大兒歌金曲」-「童話之夢」（改編田村由香里原唱之《童話迷宮》）
- 新城勁爆兒歌頒獎禮2008——「新城勁爆兒歌」-「童話之夢」（改編田村由香里原唱之《童話迷宮》）

## 廣播節目
- SCREEN mode 魂（Lantis網路廣播（日语：ランティスウェブラジオ）→LINE LIVE（日语：LINE LIVE）：2015年7月17日－）[4]
- SCREEN mode  SOUL on the radio（東海電台：2017年1月2日－）[5]

## 外部連結
- 株式會社FirstCallMusic公式官網 （日語）
- （日語）－太田雅友的官方個人部落格。
- 太田雅友的X（前Twitter） （日語）